# Monocentrus verecundus
Monocentrus verecundus är en insektsart som beskrevs av Boulard 1971. Monocentrus verecundus ingår i släktet Monocentrus och familjen hornstritar. Inga underarter finns listade i Catalogue of Life.